# Zillur Rahman
Zillur Rahman জিল্লুর রহমান (Bhairab, 9 marzo 1929 – Singapore, 20 marzo 2013) è stato un politico bangladese, Presidente della Repubblica Popolare del Bangladesh dal 12 febbraio 2009 fino alla morte.